# Klamra
Klamra – w podstawowym znaczeniu tego słowa stanowi część pasa, najczęściej ozdobną, umieszczaną na jednym z jego końców w celu połączenia go z drugim końcem pasa (lub rzadziej – z innym pasem). W tym zastosowaniu klamra pełni funkcję identyczną jak sprzączka.
Klamry bywają niekiedy kunsztownie zdobione (jak na fotografii z prawej u góry przedstawiającej klamrę z Ordos).
Klamry w pasach będących elementami umundurowania bywają zdobione wytłoczeniami przedstawiającymi godła, emblematy lub napisy podkreślające związek noszącej mundur osoby z macierzystą formacją. Przykłady takich klamer przedstawiono w galerii poniżej.
Przy pomocy specjalnie skonstruowanych szybkich zapięć (nazywanych potocznie klamrami) zapinane są także współczesne buty sportowe (np. narciarskie lub niektóre modele kolarskich). Klamry lub sprzączki bywają też używane jako elementy czysto ozdobne, nie pełniąc żadnej lub prawie żadnej innej roli. Takie zastosowanie pojawia się na przykład w niektórych wzorach obuwia, zarówno damskiego, jak i męskiego.
Klamrą nazywany jest też element służący do trwałego lub tymczasowego połączenia różnego rodzaju elementów, na przykład w ciesielstwie i budownictwie.
Także w medycynie stosowane są klamry. Tam mogą łączyć ze sobą krawędzie rozciętych tkanek (np. ran skóry) do czasu ich zabliźnienia.
W teorii literatury funkcjonuje zabieg zwany kompozycją klamrową, gdzie początek i koniec utworu wykazują podobieństwa treściowe (np. poprzez powtórzenie wątku lub motywu) albo kompozycyjne (np. podobny układ wersyfikacyjny w wierszu). Rodzajem kompozycji klamrowej może być zastosowanie prologu oraz epilogu. Przykładem utworu wykorzystującego klamrę jest sonet.[niewiarygodne źródło?]

Klamry od pasów harcerskich i żołnierskich
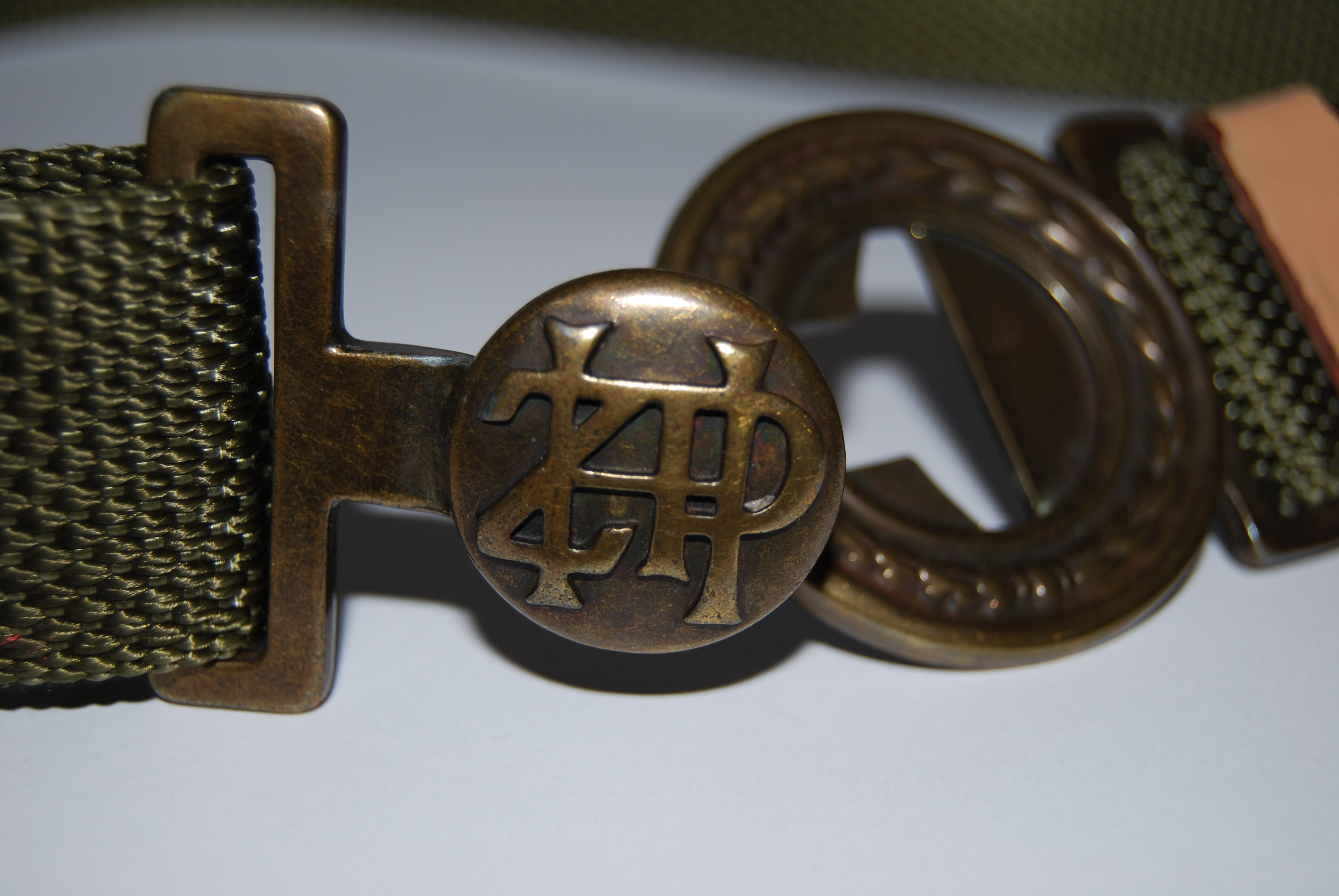
Klamra w pasie polskiego harcerza z emblematem zawierającym litery „ZHP”
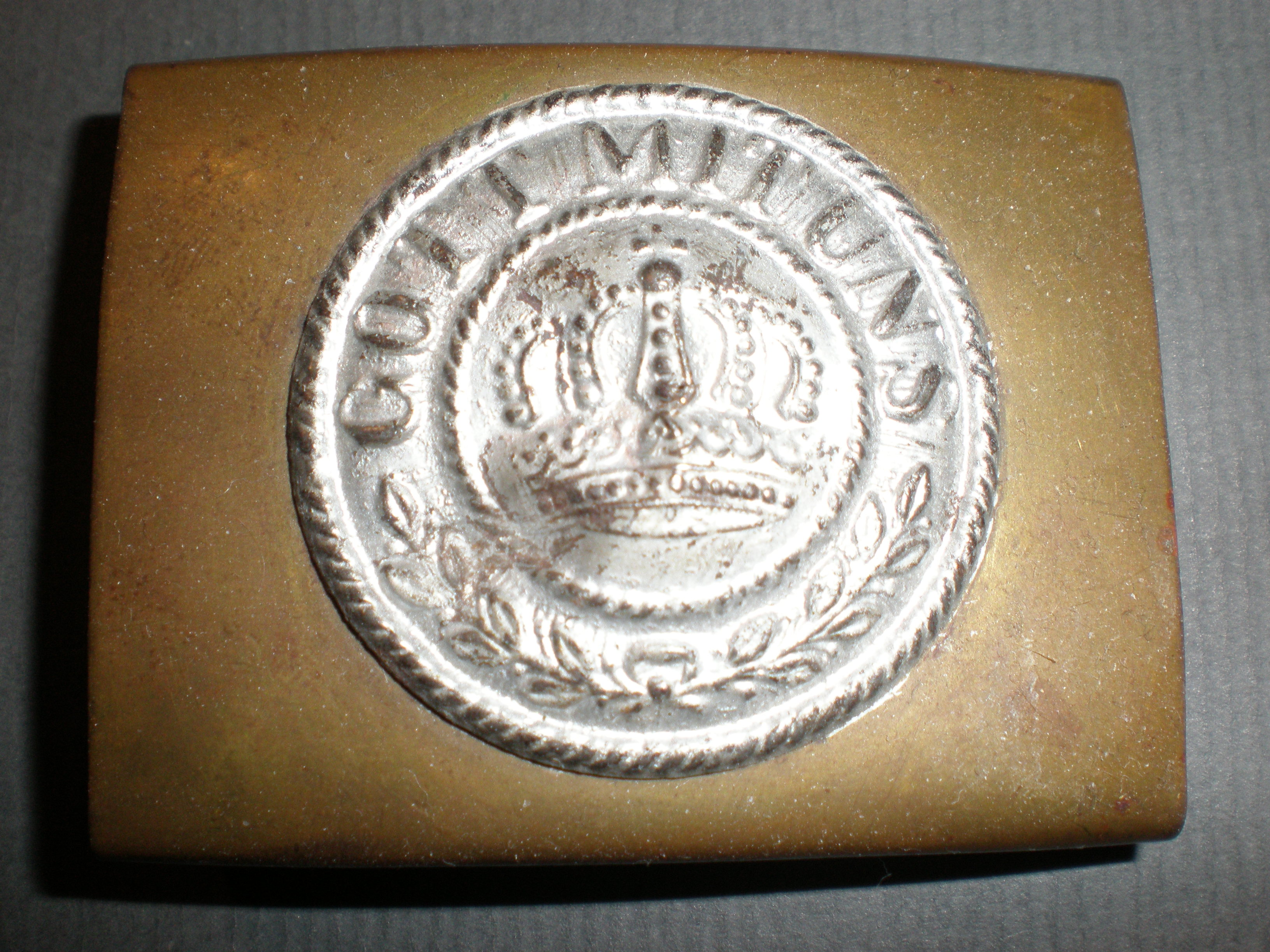
Klamra od pasa żołnierza pruskiego z godłem i hasłem Gott mit uns („Bóg z nami”)
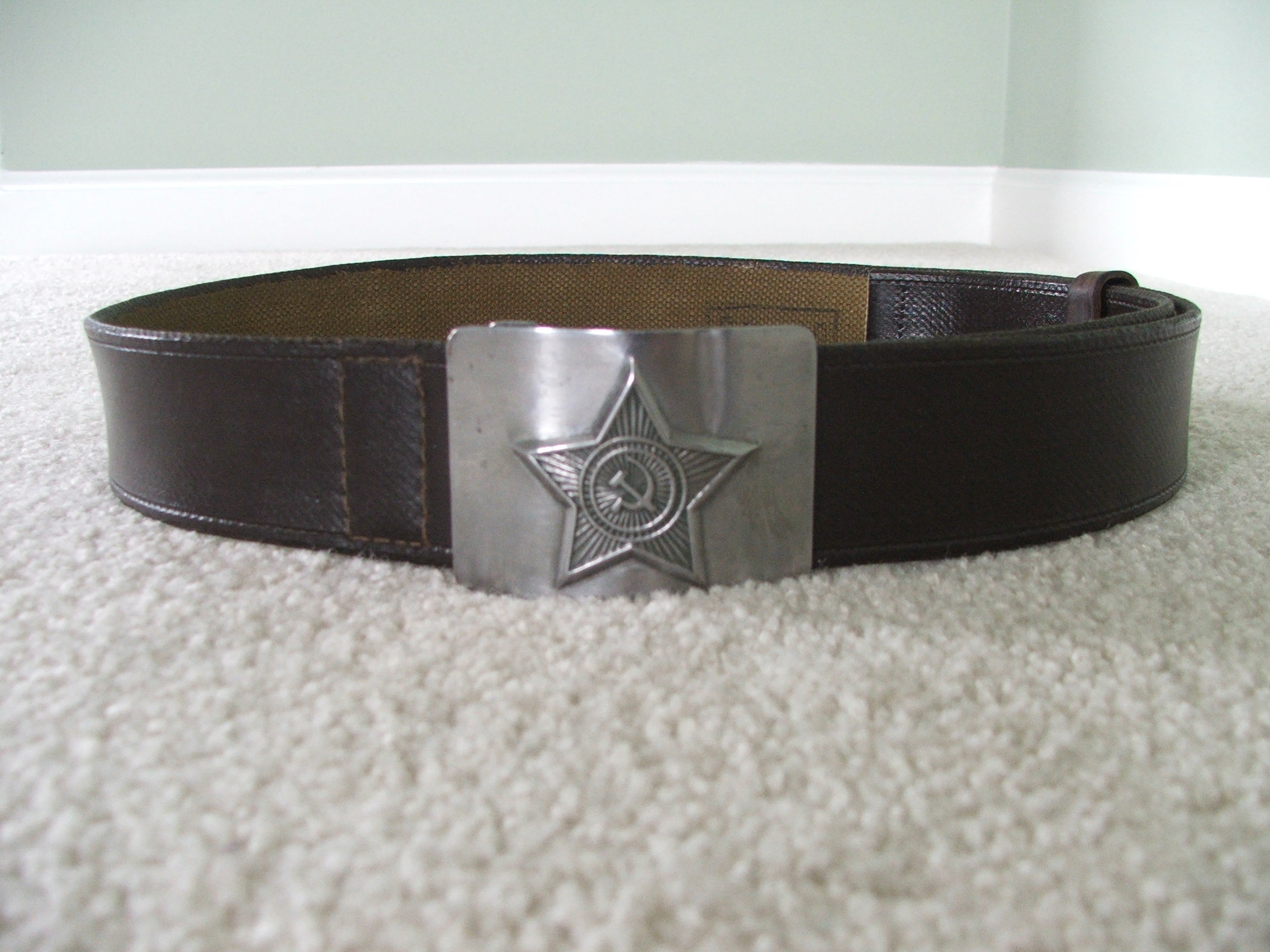
Klamra w pasie żołnierza ZSRR z komunistyczną gwiazdą oraz sierpem i młotem